# Scrophularia
Scrophularia Tourn. ex L., 1753 è un genere di piante angiosperme  appartenente alla famiglia delle Scrofulariacee.
Comprende quasi 300 specie di cui 14 presenti in Italia.

## Descrizione
Sono caratterizzate da un fusto a sezione squadrata, foglie opposte e fiori labiati portati in infiorescenza apicale.

## Tassonomia
Il genere comprende le seguenti specie:
- Scrophularia aequilabris Tsoong
- Scrophularia aestivalis Griseb.
- Scrophularia alaschanica Batalin
- Scrophularia alata A.Gray
- Scrophularia alhagioides Attar & Joharchi
- Scrophularia alpestris J.Gay ex Benth.
- Scrophularia altaica Murray
- Scrophularia amadiyana Ghaz. &
- Scrophularia amana S.S.Lall
- Scrophularia amgunensis F.Schmidt
- Scrophularia amplexicaulis Benth.
- Scrophularia anatolica Sinan, Yapar & Behçet
- Scrophularia arguta Aiton
- Scrophularia atrata Pennell
- Scrophularia atroglandulosa Grau
- Scrophularia atropatana Grossh.
- Scrophularia attariae Ranjbar & Rahch.
- Scrophularia auriculata L.
- Scrophularia azerbaijanica Grau
- Scrophularia badakhshanica Grau
- Scrophularia badghysi Botsch.
- Scrophularia bahorucana Zanoni
- Scrophularia bheriensis T.Yamaz.
- Scrophularia birmanica H.L.Li
- Scrophularia bitlisica S.S.Lall
- Scrophularia bosniaca Beck
- Scrophularia botryoides Grau
- Scrophularia botschanzevii Turak.
- Scrophularia buergeriana Miq.
- Scrophularia bulgarica (Stoj.) Peev
- Scrophularia californica Cham. & Schltdl.
- Scrophularia calliantha Webb & Berthel.
- Scrophularia calycina  Benth.
- Scrophularia canescens Bong.
- Scrophularia canina L.
- Scrophularia capillaris Boiss. & Balansa
- Scrophularia carduchorum R.R.Mill
- Scrophularia catariifolia Boiss. & Heldr.
- Scrophularia charadzae Kem.-Nath.
- Scrophularia chasmophila W.W. Sm.
- Scrophularia cabulica Benth.
- Scrophularia chlorantha Kotschy & Boiss.
- Scrophularia chrysantha Jaub. & Spach
- Scrophularia clematidifolia Eig
- Scrophularia cooperi R.R.Mill
- Scrophularia × costei Biau
- Scrophularia crassicaulis Boiss.
- Scrophularia crassipedunculata Attar & Joharchi
- Scrophularia crassiuscula Grau
- Scrophularia crenophila Boiss.
- Scrophularia cretacea Fisch. ex Spreng.
- Scrophularia cryptophila Boiss. & Heldr.
- Scrophularia czapandaghi B.Fedtsch.
- Scrophularia czernjakowskiana B.Fedtsch.
- Scrophularia delavayi Franch.
- Scrophularia decomposita Royle ex Benth.
- Scrophularia delavayi Franch.
- Scrophularia denaensis Attar
- Scrophularia densifolia Urb. & Ekman
- Scrophularia dentata Royle ex Benth.
- Scrophularia depauperata Boiss.
- Scrophularia deserti Delile
- Scrophularia desertorum (Munz) R.J. Shaw
- Scrophularia dianatnejadii Ranjbar & Rahch.
- Scrophularia diffusa Sommier & Levier
- Scrophularia diplodonta Franch.
- Scrophularia divaricata Ledeb.
- Scrophularia domingensis Urb.
- Scrophularia dshungarica Golosk. & Tzag.
- Scrophularia duplicatoserrata Makino
- Scrophularia edelbergii Rech.f.
- Scrophularia edgeworthii Benth.
- Scrophularia eggersii Urb.
- Scrophularia elatior Wall. ex Benn.
- Scrophularia elbursensis Bornm.
- Scrophularia elymaitica Mozaff.
- Scrophularia eriocalyx Emb. & Maire
- Scrophularia erzincanica R.R.Mill
- Scrophularia exilis Popl.
- Scrophularia fargesii Franch.
- Scrophularia fatmae Kandemir & Ilhan
- Scrophularia fedtschenkoi Gorschk.
- Scrophularia flava Grau
- Scrophularia floribunda Boiss. & Balansa
- Scrophularia fontqueri Ortega Oliv. & Devesa
- Scrophularia formosana H.L.Li
- Scrophularia frigida Boiss.
- Scrophularia frutescens L.
- Scrophularia galilaea Eig
- Scrophularia gaubae Bornm.
- Scrophularia ghahremanii Attar & Hamzehee
- Scrophularia glabella Botsch. & Junussov
- Scrophularia glabrata Aiton
- Scrophularia gontscharovii Gorschk.
- Scrophularia gorganica Rech.f.
- Scrophularia gracilis Blakelock
- Scrophularia grandiflora DC.
- Scrophularia granitica  Klokov & Krasnova
- Scrophularia grayanoides M.Kikuchi
- Scrophularia gypsicola Hub.-Mor. & Lall
- Scrophularia haematantha Boiss. & Heldr.
- Scrophularia henryi Hemsl.
- Scrophularia herminii Hoffmanns. & Link
- Scrophularia heterophylla Willd.
- Scrophularia heucheriflora Schrenk ex Fisch. & C.A. Mey.
- Scrophularia hierochuntina Boiss.
- Scrophularia hilbigii Jäger
- Scrophularia himalensis Royle ex Benth.
- Scrophularia hirta Lowe
- Scrophularia horizontalis Rech.f.
- Scrophularia hypericifolia Wydler
- Scrophularia hypsophila Hand.-Mazz.
- Scrophularia hyssopifolia Boiss. & Hausskn.
- Scrophularia ilwensis K.Koch
- Scrophularia imerethica Kem.-Nath.
- Scrophularia incisa Weinm.
- Scrophularia integrifolia Pavlov
- Scrophularia iranica Attar
- Scrophularia ispahanica Attar & Nowrouzi
- Scrophularia jafrii Khatoon & Qaiser
- Scrophularia jinii P.Li
- Scrophularia kabadianensis B.Fedtsch.
- Scrophularia kakudensis Franch.
- Scrophularia kamelinii Botsch. & Kurbanov
- Scrophularia kansuensis Batalin
- Scrophularia kermanica Ghahr. & Mirtadz.
- Scrophularia khorassanica Attar & Joharchi
- Scrophularia kiriloviana Schischk.
- Scrophularia kjurendaghi Botsch. & Kurbanov
- Scrophularia koeiei Rech.f.
- Scrophularia koelzii Pennell
- Scrophularia kollakii S.A.Ahmad
- Scrophularia kotschyana Benth.
- Scrophularia kurbanovii Botsch.
- Scrophularia kurdica Eig
- Scrophularia laevigata Vahl
- Scrophularia laevis Wooton & Standl.
- Scrophularia lanceolata Pursh
- Scrophularia landroveri Wendelbo
- Scrophularia laportifolia T.Yamaz.
- Scrophularia lateriflora Trautv.
- Scrophularia laxiflora Lange
- Scrophularia lepidota Boiss.
- Scrophularia leucoclada Bunge
- Scrophularia lhasaensis D.Y.Hong
- Scrophularia libanotica Boiss.
- Scrophularia lijiangensis T.Yamaz.
- Scrophularia litvinovii B.Fedtsch.
- Scrophularia longiflora Benth.
- Scrophularia lowei Dalgaard
- Scrophularia lucida L.
- Scrophularia lucidaifolia Uzunh. & E.Doğan
- Scrophularia luridiflora Fisch. & C.A.Mey.
- Scrophularia macrantha Greene ex Stiefelh.
- Scrophularia macrobotrys Ledeb.
- Scrophularia macrocarpa P.C.Tsoong
- Scrophularia macrophylla Boiss.
- Scrophularia macrorrhyncha (Humbert, Litard. & Maire) Ibn Tattou
- Scrophularia maharluica Ranjbar & Rahch.
- Scrophularia mandarinorum Franch.
- Scrophularia mandshurica Maxim.
- Scrophularia mapienensis Tsoong
- Scrophularia marginata Boiss.
- Scrophularia marilandica L.
- Scrophularia megalantha Rech.f.
- Scrophularia mersinensis S.S.Lall
- Scrophularia mesopotamica Boiss.
- Scrophularia mexicana Mayfield & G.L.Nesom
- Scrophularia minima M.Bieb.
- Scrophularia minutiflora Pennell
- Scrophularia modesta Kitag.
- Scrophularia mollis Sommier & Levier
- Scrophularia moniziana Menezes
- Scrophularia montana Wooton
- Scrophularia morisii Vals.
- Scrophularia multicaulis Turcz.
- Scrophularia musashiensis Bonati
- Scrophularia myriophylla Boiss. & Heldr.
- Scrophularia nabataeorum Eig
- Scrophularia nachitschevanica Grossh.
- Scrophularia nana Stiefelh.
- Scrophularia nankinensis Tsoong
- Scrophularia neesii Wirtg.
- Scrophularia nervosa Benth.
- Scrophularia nikitinii Gorschk.
- Scrophularia ningpoensis Hemsl.
- Scrophularia nodosa L.
- Scrophularia nudata Pennell
- Scrophularia nuraniae Tzag.
- Scrophularia oblongifolia Loisel.
- Scrophularia obtusa Edgew. ex Hook.f.
- Scrophularia olgae Grossh.
- Scrophularia olympica Boiss.
- Scrophularia omeri Khatoon & Qaiser
- Scrophularia orientalis L.
- Scrophularia oxyrhyncha Coincy
- Scrophularia oxysepala Boiss.
- Scrophularia pallescens Lowe ex Menezes
- Scrophularia pamirica (O.Fedtsch.) Ivanina
- Scrophularia pamiroalaica Gorschk.
- Scrophularia paphlagonica R.R.Mill
- Scrophularia papyracea Attar
- Scrophularia parviflora Wooton & Standl.
- Scrophularia pauciflora Benth.
- Scrophularia pegaea Hand.-Mazz.
- Scrophularia peregrina L.
- Scrophularia petraea Aitch. & Hemsl.
- Scrophularia peyronii Post
- Scrophularia pinardii Boiss.
- Scrophularia pindicola Hausskn.
- Scrophularia pluriflora Urb. & Ekman
- Scrophularia polyantha Royle ex Benth.
- Scrophularia potaninii Ivanina
- Scrophularia prasiifolia Boiss. & Hausskn
- Scrophularia pruinosa Boiss
- Scrophularia przewalskii Batalin
- Scrophularia puberula Boiss.
- Scrophularia pulverulenta Boiss. & Noë
- Scrophularia pumilio S.S.Lall
- Scrophularia pyrenaica Benth.
- Scrophularia racemosa Lowe
- Scrophularia rechingeri Grau
- Scrophularia regelii Ivanina
- Scrophularia rimarum Bornm.
- Scrophularia × ritae Mateo
- Scrophularia robusta Pennell
- Scrophularia rodinii Hamidullah
- Scrophularia rostrata Boiss. & Buhse
- Scrophularia rosulata Stiefelh.
- Scrophularia rubricaulis Boiss.
- Scrophularia rudolfii F.O.Khass., Serekeeva & Kadyrov
- Scrophularia rupestris M.Bieb. ex Willd.
- Scrophularia ruprechtii Boiss.
- Scrophularia sambucifolia L.
- Scrophularia sangtodensis B.Fedtsch.
- Scrophularia sanguinea Grau
- Scrophularia sardashtensis Ranjbar & Rahch.
- Scrophularia scabiosifolia Benth.
- Scrophularia scariosa Boiss.
- Scrophularia schiraziana Attar & Hatami
- Scrophularia scoparia Pennell
- Scrophularia scopolii Hoppe ex Pers.
- Scrophularia scorodonia L.
- Scrophularia serratifolia Hub.-Mor. & Lall
- Scrophularia shulabadensis Attar & Hamzehee
- Scrophularia singularis Rech.f.
- Scrophularia smithii Hornem.
- Scrophularia sosnowskyi Kem.-Nath.
- Scrophularia souliei Franch.
- Scrophularia spicata Franch.
- Scrophularia spinulescens Hausskn. & Degen
- Scrophularia sprengeriana Sommier & Levier
- Scrophularia stenothyrsa Pennell
- Scrophularia stewartii Pennell
- Scrophularia striata Boiss.
- Scrophularia strizhoviae Abdusal.
- Scrophularia stylosa P.C.Tsoong
- Scrophularia subaequiloba S.S.Lall
- Scrophularia subaphylla Boiss.
- Scrophularia sublyrata Brot.
- Scrophularia sublyrata Brot.
- Scrophularia subsessilis R.R.Mill
- Scrophularia suffruticosa Pennell
- Scrophularia sulaimanica S.A.Ahmad
- Scrophularia tadshikorum Gontsch.
- Scrophularia tagetifolia Boiss. & Hausskn.
- Scrophularia taihangshanensis C.S. Zhu & H.W. Yang
- Scrophularia takhtajanii Gabrieljan
- Scrophularia talassica Tzag.
- Scrophularia tanacetifolia Willd.
- Scrophularia tenuipes Coss. & Durieu
- Scrophularia thesioides Boiss. & Buhse
- Scrophularia tortuosissima Attar & Joharchi
- Scrophularia × towndrowii Druce
- Scrophularia trichopoda Boiss. & Balansa
- Scrophularia trifoliata L.
- Scrophularia tuerckheimii Urb.
- Scrophularia tugbae-birhanii Aykurt, Deniz & Gülben
- Scrophularia uniflora Richt. ex Stapf
- Scrophularia urticifolia Wall. ex Benth.
- Scrophularia valdesii Ortega Oliv. & Devesa
- Scrophularia valida Grau
- Scrophularia variegata M.Bieb.
- Scrophularia vernalis L.
- Scrophularia versicolor Boiss.
- Scrophularia viciosoi Ortega Oliv. & Devesa
- Scrophularia villosa Pennell
- Scrophularia vvedenskyi Bondarenko & Filatova
- Scrophularia wattii (Hook.f.) P.Li
- Scrophularia xanthoglossa Boiss.
- Scrophularia xylobasis Rech.f.
- Scrophularia xylorrhiza Boiss. & Hausskn.
- Scrophularia yoshimurae T. Yamaz.
- Scrophularia yunnanensis Franch.
- Scrophularia zuvandica Grossh.
- Scrophularia zvartiana Gabrieljan

## Usi
Alcune specie di questo genere contengono sostanze potenzialmente utili, come gli iridoidi, e diverse specie di Scrophularia, come ad esempio S. ningpoensis, sono state utilizzate in fitoterapia in tutto il mondo. 
Il nome Scrophularia deriva dalla scrofula, una forma di tubercolosi, perché diverse erbe sono state nel passato utilizzate nella fitoterapia per la cura di questa malattia.